# Justin Ahomadégbé

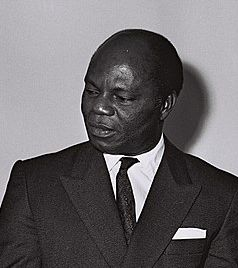
Justin Ahomadégbé (1964)

Justin Ahomadégbé-Tomêtin (* 16. Januar 1917 in Abomey; † 8. März 2002 in Cotonou) war ein beninischer Politiker und Präsident der Republik Dahomey.

## Leben
Justin Ahomadégbé besuchte die École normale William Ponty und studierte danach Zahnmedizin in Dakar. Nach Gründung der Partei Rassemblement Démocratique Africain (RDA) 1945 gründete er deren Landesverband für das seinerzeit französische Dahomey. 1959 bis 1960 war er Parlamentspräsident des Landes. Nach der Unabhängigkeit am 1. August 1960 stand er in Opposition zum ersten Präsidenten Hubert Maga.
Nach dessen Rücktritt im Oktober 1963 wurde er Premierminister und Vizepräsident. Als Präsident Sourou-Migan Apithy am 27. November 1965 von General Christophe Soglo gestürzt wurde, endete auch seine Amtszeit. Später wurde er Richter am Obersten Gericht und nach der neuen Verfassung von 1970 übernahm er am 7. Mai 1972 das Präsidentenamt, in dem sich die drei Mitglieder des Präsidialrates abwechseln sollten. Bereits am 26. Oktober 1972 wurde er durch einen weiteren Militärputsch unter Führung von Mathieu Kérékou gestürzt und inhaftiert.